# Serge Trinchero
Serge Trinchero (ur. 27 sierpnia 1949 w Bielli) – szwajcarski piłkarz grający na pozycji środkowego obrońcy. W swojej karierze rozegrał 20 meczów w reprezentacji Szwajcarii, w których strzelił 2 gole.

## Kariera piłkarska
Swoją karierę piłkarską Trinchero rozpoczął w klubie FC Sion. W 1968 roku awansował do pierwszego zespołu i w sezonie 1968/1969 zadebiutował w jego barwach w pierwszej lidze szwajcarskiej. W sezonie 1973/1974 zdobył ze Sionem Puchar Szwajcarii. W Sionie grał do końca sezonu 1975/1976.
W 1976 roku Trinchero odszedł ze Sionu do Servette FC. W sezonach 1976/1977 i 1977/1978 dwukrotnie z rzędu wywalczył wicemistrzostwo Szwajcarii. W sezonie 1977/1978 zdobył też Puchar Szwajcarii, a w sezonie 1978/1979 sięgnął z Servette po dublet (mistrzostwo oraz puchar kraju). W Servette spędził cztery sezony.
Latem 1980 roku Trinchero przeszedł do Neuchâtel Xamax. Po trzech latach gry w nim trafił do drugoligowego FC Martigny-Sports. W 1985 roku wrócił do Servette, w którym po sezonie 1985/1986 zakończył karierę.
| Sezon   | Klub               | Kraj       | Rozgrywki      | Mecze | Gole |
| ------- | ------------------ | ---------- | -------------- | ----- | ---- |
| 1968/69 | FC Sion            | Szwajcaria | Nationalliga A | 10    | 1    |
| 1969/70 | FC Sion            | Szwajcaria | Nationalliga B | 9     | 1    |
| 1970/71 | FC Sion            | Szwajcaria | Nationalliga A | 20    | 0    |
| 1971/72 | FC Sion            | Szwajcaria | Nationalliga A | 25    | 1    |
| 1972/73 | FC Sion            | Szwajcaria | Nationalliga A | 26    | 2    |
| 1973/74 | FC Sion            | Szwajcaria | Nationalliga A | ?     | ?    |
| 1974/75 | FC Sion            | Szwajcaria | Nationalliga A | ?     | ?    |
| 1975/76 | FC Sion            | Szwajcaria | Nationalliga A | ?     | ?    |
| 1976/77 | Servette FC        | Szwajcaria | Nationalliga A | ?     | ?    |
| 1977/78 | Servette FC        | Szwajcaria | Nationalliga A | ?     | ?    |
| 1978/79 | Servette FC        | Szwajcaria | Nationalliga A | 26    | 1    |
| 1979/80 | Servette FC        | Szwajcaria | Nationalliga A | 23    | 3    |
| 1980/81 | Neuchâtel Xamax    | Szwajcaria | Nationalliga A | 25    | 6    |
| 1981/82 | Neuchâtel Xamax    | Szwajcaria | Nationalliga A | 30    | 6    |
| 1982/83 | Neuchâtel Xamax    | Szwajcaria | Nationalliga A | 25    | 0    |
| 1983/84 | FC Martigny-Sports | Szwajcaria | Nationalliga B | ?     | ?    |
| 1983/84 | FC Martigny-Sports | Szwajcaria | Nationalliga B | ?     | ?    |
| 1984/85 | Servette FC        | Szwajcaria | Nationalliga A | 2     | 0    |

## Kariera reprezentacyjna
W reprezentacji Szwajcarii Trinchero zadebiutował 21 maja 1975 roku w wygranym 1:0 meczu eliminacji do Euro 76 z Irlandią, rozegranym w Bernie. W swojej karierze grał też w eliminacjach do MŚ 1978. Od 1975 do 1977 roku rozegrał w kadrze narodowej 20 meczów, w których strzelił 2 gole.